# Lonchocarpus kanurii
Lonchocarpus kanurii är en ärtväxtart som beskrevs av John Patrick Micklethwait Brenan och Jan Bevington Gillett. Lonchocarpus kanurii ingår i släktet Lonchocarpus och familjen ärtväxter. IUCN kategoriserar arten globalt som nära hotad. Inga underarter finns listade i Catalogue of Life.